# HMS Duke of York (17)
O HMS Duke of York foi um navio couraçado operado pela Marinha Real Britânica e a terceira embarcação da Classe King George V, depois do HMS King George V e HMS Prince of Wales, e seguido pelo HMS Anson e HMS Howe. Sua construção começou em maio de 1936 nos estaleiros da John Brown & Company em Clydebank e foi lançado ao mar em fevereiro de 1940, sendo comissionado na frota britânica em novembro de 1941. Era armado com uma bateria principal composta por dez canhões de 356 milímetros montados em duas torres de artilharia quádruplas e uma dupla, possuía deslocamento de mais de 42 mil toneladas e conseguia alcançar uma velocidade máxima de 28 nós.
O Duke of York entrou em serviço no meio da Segunda Guerra Mundial e sua primeira ação foi escoltar comboios de suprimentos para a União Soviética, trabalho que cumpriu até outubro de 1942, quando foi transferido para Gibraltar a fim de se tornar a capitânia da Força H. Ele se envolveu no mês seguinte na Operação Tocha, porém pouco fez já que ficou na escolta de porta-aviões. Em seguida o navio participou de operações que tinham a intenção de distrair a atenção dos alemães da Invasão da Sicília, que ocorreu em julho de 1943. Alguns meses depois do Duke of York se envolveu em um ataque bem-sucedido contra embarcações mercantes alemães próximo do litoral da Noruega.
O navio em dezembro de 1943 fez parte de uma força tarefa que encontrou o couraçado alemão Scharnhorst perto do Cabo Norte. Na batalha que se seguiu, os alemães acertaram o Duke of York duas vezes, porém sem causar grandes danos, enquanto os britânicos acertaram seu inimigo várias vezes até o Scharnhorst afundar depois de dez horas e meia de batalha. O couraçado depois foi transferido para a Frota do Pacífico, porém não participou de operação alguma antes da Rendição do Japão. O navio continuou servindo na ativa até ser descomissionado em novembro de 1951, quando foi transferido para a reserva, em que ficou até ser vendido para desmontagem em 1957.

## Características gerais
No rescaldo da Primeira Guerra Mundial, o Tratado Naval de Washington foi elaborado em 1922 em um esforço para impedir uma corrida armamentista entre a Grã-Bretanha, Japão, França, Itália e os Estados Unidos. Este tratado limitou o número de navios que cada nação tinha permissão para construir e limitou o deslocamento dos navios em 36 000 toneladas. Essas restrições foram estendidas em 1930 por meio do Tratado de Londres, mas em 1930 o Japão e a Itália retiraram-se de ambos os tratados e os britânicos ficaram preocupados com a falta de navios de guerra modernos em sua marinha. O Almirantado, portanto, ordenou a construção de uma nova classe de encouraçado: a classe King George V. Devido às restrições do Tratado Naval de Washington, o armamento principal da classe foi limitado a 356 milímetros. Eles foram os únicos navios de guerra construídos na época que aderiram ao tratado e, embora logo tenha ficado claro para os britânicos que os outros participantes do tratado estavam ignorando seus requisitos, era tarde demais para mudar o projeto da classe.
O Duke of York tinha um deslocamento de 37 300 toneladas como construído e um deslocamento de 42 800 toneladas totalmente carregado. O navio tinha um comprimento de fora a fora de 225,6 metros, uma boca de 31,4 metros e um calado de 8,8 metros. Sua altura metacêntrica projetada era de 1,85 metros em carga normal e 2,46 em carga profunda. Ele era movido por turbinas a vapor Parsons com engrenagens, acionando quatro eixos de hélices. O vapor era fornecido por oito caldeiras, que normalmente forneciam 75 mil quilowatts, mas poderiam entregar 82 mil quilowatts em sobrecarga de emergência. Isso dava ao Duke of York uma velocidade máxima de 28 nós (52 quilômetros por hora). O navio transportava 3,8 mil toneladas de óleo combustível, que posteriormente foi aumentado para 4 100 toneladas. Ele também carregava duzentas toneladas de óleo diesel, trezentas toneladas de reserva de água para alimentação e quatrocentas toneladas de água doce. Em sua velocidade máxima, o Duke of York tinha um alcance de 3,1 mil milhas náuticas (5,7 mil quilômetros) a 27 nós (cinquenta quilômetros por hora).
Seu cinturão blindado possuía 140 a 370 milímetros de espessura, suas anteparas tinham uma espessura de 254 a 305 milímetros de espessura, suas barbetas tinham uma espessura de 324 milímetros, o convés blindado possuía uma espessura de 127 a 152 milímetros enquanto a blindagem das torres era de 324 milímetros de espessura.

### Armamento
Duke of York possuía dez canhões BL Mk VII de 356 milímetros que foram montados em uma torre gêmea Mark II à frente e duas torres quádruplas Mark III, uma à frente e uma à ré. As armas podiam ser elevadas quarenta graus e deprimidas três graus, enquanto seus arcos de treinamento variavam. A torre "A" era capaz de girar 286 graus, enquanto as torres "B" e "Y" podiam se mover 270 graus. Acionamentos hidráulicos foram usados no processo de treinamento e elevação, atingindo taxas de dois e oito graus por segundo, respectivamente. Uma salva lateral completa pesava sete toneladas, e uma salva poderia ser disparada a cada quarenta segundos. O armamento secundário consistia em dezesseis canhões de duplo propósito QF Mk I de 133 milímetros que eram montados em oito torres gêmeas. O alcance máximo das armas Mk I era de 22 mil metros em uma elevação de 45 graus. As armas podiam ser elevadas a setenta graus e reduzidas a cinco graus. A cadência normal de tiro era de dez a doze tiros por minuto, mas na prática os canhões só podiam disparar de sete a oito tiros por minuto.
Junto com suas baterias principal e secundária, Duke of York carregava 48 canhões antiaéreos "pom-pom" em seis montagens de octuplo, motorizadas. Estes foram complementados por seis canhões AA leves Oerlikon em suportes simples e manuais.

## História

### Segunda Guerra Mundial

#### Primeiros anos

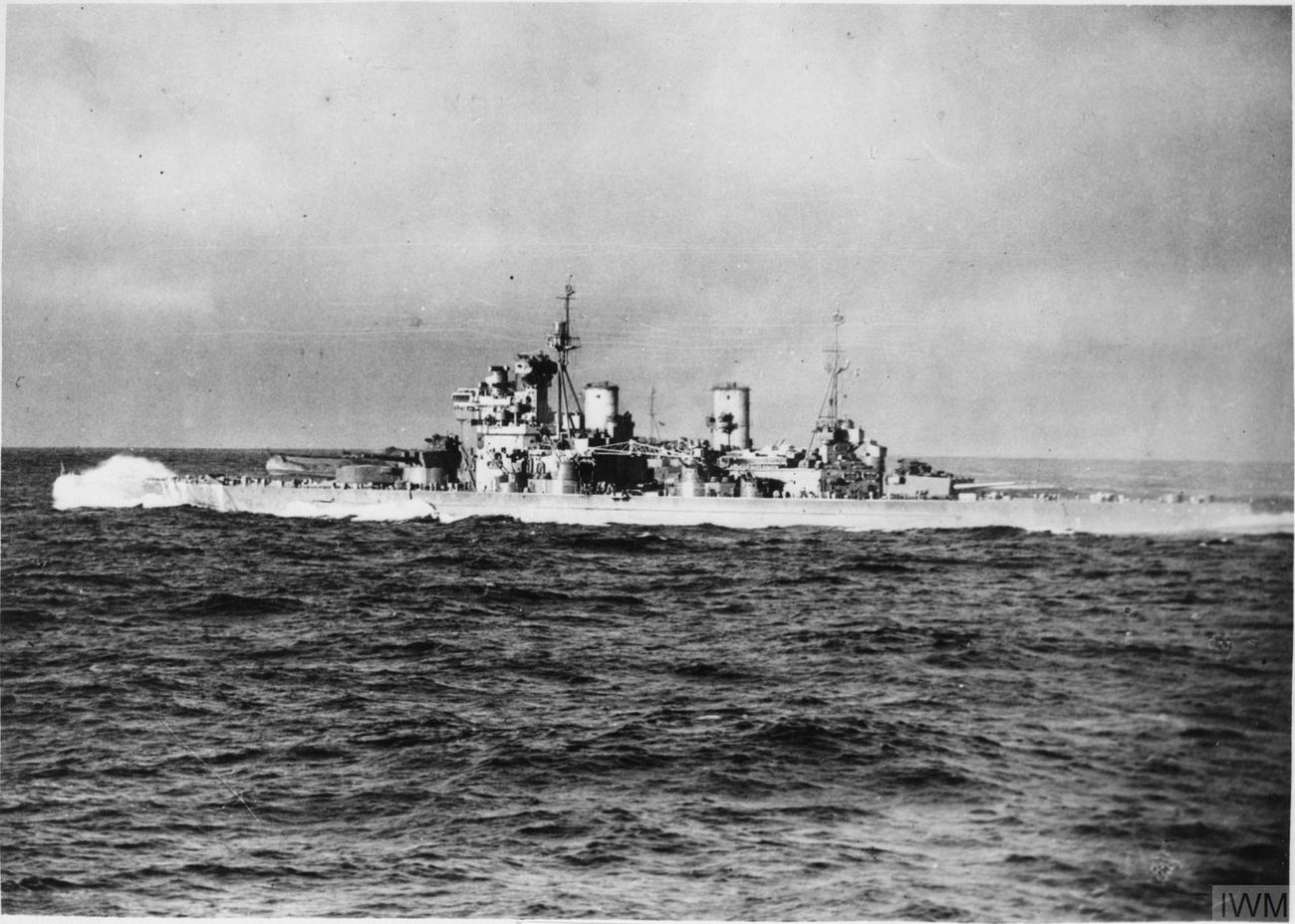
O Duke of York durante um comboio para a União Soviética, março de 1942

o Duke of York foi o terceiro navio da classe King George V, e seu batimento de quilha ocorreu nos estaleiros da John Brown & Company, em Clydebank, na Escócia, no dia 5 de maio de 1937. Em dezembro de 1941, o Duke of York levou o primeiro-ministro Winston Churchill para uma viagem aos Estados Unidos a fim de se encontrar com o presidente Franklin D. Roosevelt. Ele chegou a Annapolis, Maryland, em 22 de dezembro de 1941, fez um cruzeiro para as Bermudas em janeiro de 1942 e partiu para Scapa Flow em 17 de janeiro, Churchill decidiu voltar para casa de avião.
Em 1º de março de 1942, ele escoltou o Comboio PQ 12 na companhia do cruzador de batalha Renown, do cruzador Kenya e de seis contratorpedeiros. Em 6 de março, a operação teve o auxílio de seu irmão King George V, do porta-aviões Victorious, do cruzador pesado Berwick, e seis contratorpedeiros, resultado das preocupações do almirante John Tovey de que o encouraçado alemão Tirpitz pudesse tentar interceptar o comboio. Em 6 de março, o encouraçado alemão foi avistado por um submarino britânico por volta das 19h40min; nenhum contato foi feito, exceto por um ataque de torpedos malsucedido por aeronaves do Victorious.
Mais tarde naquele mês, o Comboio PQ 13 foi constituído e o Duke of York voltou a fazer parte da força de escolta. No início de abril, o Duke of York, o King George V e o Victorious formaram o núcleo de uma força de apoio que patrulhou entre a Islândia e a Noruega para cobrir vários comboios da União Soviética. No final de abril, o King George V colidiu e afundou o contratorpedeiro Punjabi devido a uma densa névoa, causando danos significativos à sua proa, o Duke of York foi enviado para substituí-lo. Ele continuou nessas operações até maio, quando se juntou ao encouraçado norte-americano USS Washington. Em meados de setembro, o Duke of York escoltou o Comboio QP 14.
Após uma reforma extensa, o Duke of York retomou sua posição como capitânia a partir de 14 de maio de 1943. Em 4 de outubro, o Duke of York e seu irmão Anson cobriram uma força de cruzadores, contratorpedeiros e o porta-aviões norte-americano USS Ranger durante a Operação Leader, que destruiu comboios alemães em Bodo, Noruega. O ataque resultou no naufrágio de cinco navios mercantes alemães e danos a outros sete.

#### Batalha do Cabo Norte

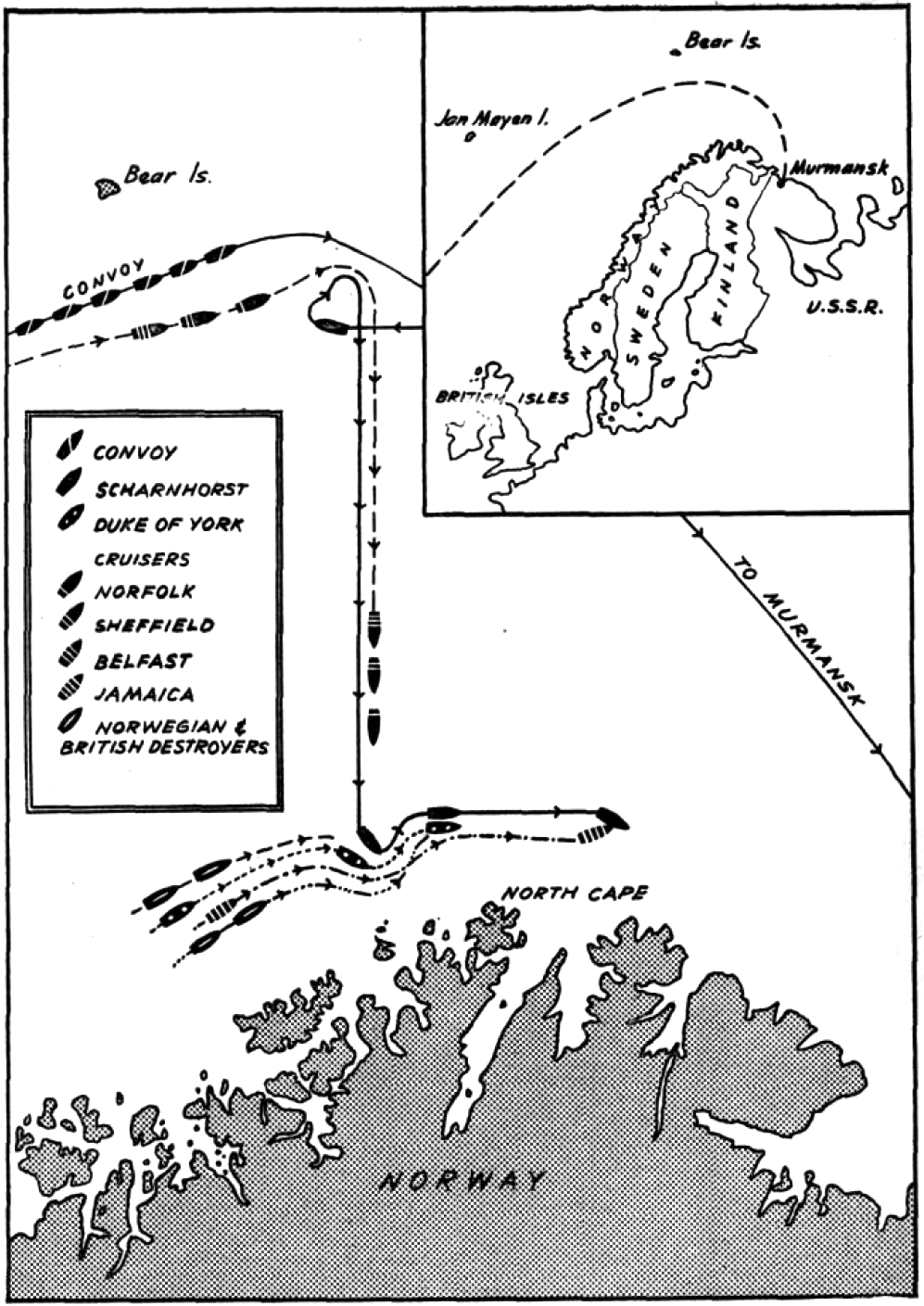
Mapa dos movimentos da Batalha do Cabo Norte em 26 de dezembro de 1943

Em 1943, o encouraçado alemão Scharnhorst navegou para a Noruega, uma posição de onde poderia ameaçar os comboios do ártico para a Rússia. Foi necessário para a Marinha Real fornecer escoltas pesadas para comboios entre o Reino Unido e a União Soviética. Um deles foi avistado pelos alemães no início de dezembro de 1943, e a inteligência aliada concluiu que o comboio Comboio JW 55B seria atacado pelos navios de superfície alemães. Duas forças de superfície (Forças 1 e 2) foram designadas para fornecer cobertura distante para o JW 55B, que havia deixado Loch Ewe em 22 de dezembro. Em 25 de dezembro de 1943, Scharnhorst foi avistado sendo escoltado por cinco contratorpedeiros da Classe Narvik (Z-29, Z-30, Z-33, Z-34 e Z-38). A Força 1, composta pelo cruzador pesado Norfolk da Classe County e pelos cruzeiros leves Belfast e Sheffield da Classe Town, entrou em contato logo após as 09h00min do dia 26 de dezembro. Seguiu-se um breve combate de artilharia, sem danos à Força 1, mas dois disparos das armas de um cruzador contra Scharnhorst resultaram na destruição de seus controles de radar. Com a piora do tempo, incapaz de controlar eficazmente seus disparos, o Scharnhorst foi incapaz de converter uma vantagem tática de maior alcance e peso do tiro. Temendo que ele estivesse em um duelo de artilharia com um couraçado, o Scharnhorst recusou, distanciando-se de seus perseguidores. Ele novamente ultrapassou a Força 1 após uma segunda breve batalha por volta do meio-dia que não causou mais danos ao Scharnhorst, mas resultou em ataques ao Norfolk que desativaram uma torre de bateria principal e seu radar. O contra-almirante Erich Bey, a bordo do Scharnhorst, ordenou que seu navio retornasse ao porto de Altafjord, Noruega.
Enquanto isso, a Força 2, composta pelo Duke of York, pelo cruzador leve Jamaica da Classe Crown Colony e quatro contratorpedeiros (Saumarez, Savage e Scorpion além do contratorpedeiro norueguês Stord), estava fechando o cerco, eles estimavam que uma ação noturna contra Scharnhorst começaria por volta das 17h15min, mas Scharnhorst alterou o curso, o que mudou os planos. O Duke of York fez seu contato inicial por radar a uma distância de 42 quilômetros, então a Força 2 começou a manobrar para salvas laterais e lançamentos de torpedo pelos contratorpedeiros. O Belfast disparou projéteis iluminadores para facilitar a localização do inimigo, seguido por outro projétil iluminador de um dos canhões de 133 milímetros do Duke of York, pegando o Scharnhorst de surpresa. O Duke of York se aproximou até ficar a menos de onze quilômetros metros e então abriu fogo com uma salva lateral completa. Embora sob fogo pesado, o Scharnhorst disparou e acertou Duke of York duas vezes. Um dos tiros penetrou cerca de 28,3 centímetros no mastro principal sem detonar, mas fragmentos do impacto destruíram o cabo do radar principal. O projétil também perfurou a escora do mastro de proa sem detonar. Um projétil do Duke of York silenciou as duas torres da bateria principal dianteira do Scharnhorst, mas ele manteve a velocidade de modo que a distância aumentou para vinte quilômetros, o que forçou o Duke of York a cessar fogo após 52 salvas. No entanto, um disparo das salvas finais perfurou o cinturão blindado do Scharnhorst e destruiu sua sala de aquecimento número 1, retardando o navio e permitindo que os contratorpedeiros britânicos o perseguissem.
Os contratorpedeiros da Força 2 atacaram às 18h50min com torpedos, lançando 28 e acertando quatro destes. Isso desacelerou Scharnhorst ainda mais, e, às 19h01min, o Duke of York e o Jamaica novamente abriram fogo a uma distância de 9,5 quilômetros. Às 19h15min, o Belfast também começou a disparar, nesse mesmo momento, tanto o Belfast quanto o Jamaica dispararam seus torpedos restantes. Pelo menos dez projéteis de 356 milímetros já haviam atingido o encouraçado alemão, causando incêndios e explosões, e destruindo a maior parte da bateria secundária. Às 19h16min, todas as três torres principais do Scharnhorst haviam parado de disparar e sua velocidade havia sido reduzida para dezenove quilômetros por hora. O Duke of York cessou o fogo às 19h30min para permitir que seus cruzadores e contratorpedeiros flanqueassem o Scharnhorst. Nos estágios finais da batalha, os contratorpedeiros Matchless, Musketeer, Opportune e Virago dispararam um total de dezenove torpedos contra Scharnhorst, fazendo com que ele adernasse, e às 19h45min navio alemão emborcou e afundou rapidamente após uma ação contínua de dez horas e meia, levando consigo 1 932 homens, com apenas 36 sobreviventes. Após seu naufrágio e a retirada da maioria das unidades pesadas de superfície alemãs remanescentes da Noruega, a necessidade de manter poderosas forças de superfície nas águas locais britânicas diminuiu.

#### Operações subsequentes

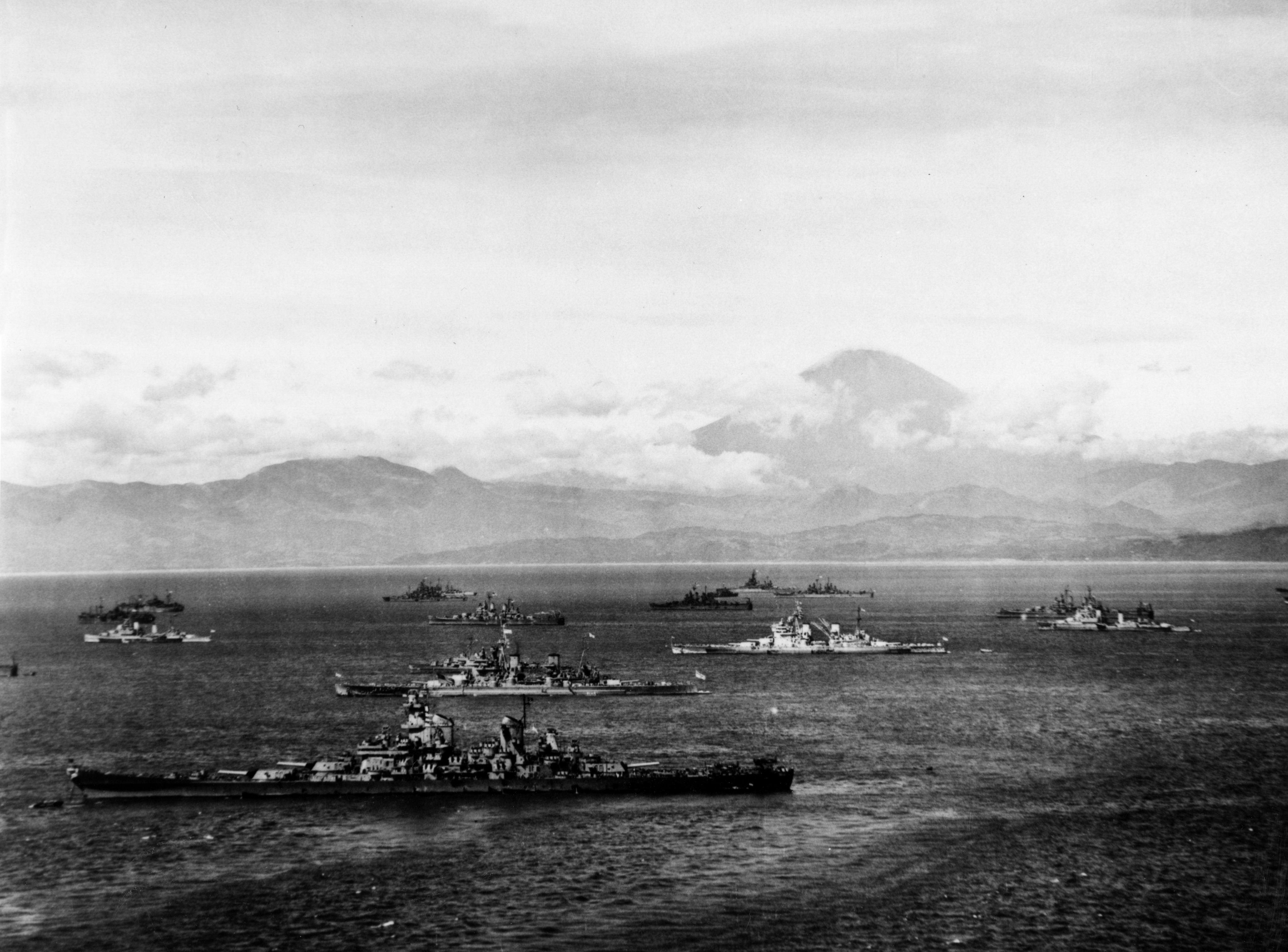
Navios Aliados na Baía de Tóquio em 28 de agosto de 1945, preparando-se para a rendição japonesa. O Duke of York está além do em primeiro primeiro plano.

Em 29 de março de 1944, o Duke of York e a maior parte da Frota Doméstica deixaram Scapa Flow para fornecer uma força de apoio ao Comboio JW 58. O navio operou no Ártico e como cobertura para porta-aviões conduzindo ataques aéreos ao Tirpitz em meados de agosto. Em setembro, quando foi parcialmente modernizado em Liverpool, equipamentos de radar e defesas antiaéreas adicionais foram instaladas. Ele foi então ordenado a se juntar à Frota Britânica do Pacífico navegando na companhia de seu navio-irmão, o Anson, em 25 de abril de 1945. Um problema com os circuitos elétricos do navio o atrasou enquanto estava em Malta e, como resultado, ele não chegou a Sydney a tempo, quando ele tinha chegado já era tarde demais para tomar uma parte significativa nos ataques aos japoneses.
Porém, no início de agosto, o Duke of York foi realocado para a Força Tarefa 37, junto de quatro porta-aviões e seu irmão King George V. A partir de agosto, a Força Tarefa 37 e três forças-tarefas de porta-aviões norte-americanos conduziram uma série de bombardeios aéreos ao Japão, que continuaram até 15 de agosto, quando a rendição foi oficializada. Após o fim do conflito, o Duke of York, ao lado King George V, participou das cerimônias de rendição que aconteceram na Baía de Tóquio. No mês seguinte, o Duke of York foi para Hong Kong, a fim de se juntar à frota que ali se reuniu para aceitar a rendição dos japoneses. O Duke of York foi a capitânia da Frota Britânica do Pacífico quando os japoneses se renderam, e assim se manteve até junho de 1946 quando voltou a Plymouth para mais uma reforma.

### Pós guerra
O Duke of York permaneceu como capitânia após o término da guerra. Foi descomissionado em novembro de 1951, descartado em 18 de maio de 1957 e, posteriormente, demolido pela Shipbreaking Industries Ltd. em Faslane.

### Citações
1. ↑  Raven and Roberts, p. 107
2. 1 2  Konstam, p. 20
3. ↑  Chesneau (2004), p. 15
4. ↑  Garzke, p. 249
5. 1 2  Raven and Roberts, p. 284
6. ↑  Garzke, p. 238
7. 1 2 3 4  Chesneau (Conways), p. 15
8. ↑  Garzke, p. 253
9. ↑  Chesneau, p. 6
10. ↑  «ARMOR PROTECTION OF KM BISMARCK by Nathan Okun 9/6/91». www.combinedfleet.com. Consultado em 11 de junho de 2021
11. ↑  Garzke, p. 227
12. 1 2  Garzke, p. 229
13. ↑  Garzke, p. 228
14. ↑  Raven and Roberts, pp. 287-290
15. 1 2  Garzke, p. 216
16. ↑  Burt, p. 418
17. ↑  Rohwer, p. 153
18. ↑  Rohwer, p. 158
19. ↑  Rohwer, p. 162
20. ↑  Rohwer, p. 167
21. ↑  Rohwer, p. 195
22. ↑  Chesneau, p. 14
23. ↑  Rohwer, p. 280
24. ↑  «Comboios do Ártico: Batalha do Cabo Norte». Comboios do Ártico: Batalha do Cabo Norte. 6 de março de 2017. Consultado em 11 de junho de 2021
25. ↑  Raven and Roberts, p. 356
26. ↑  Garzke, p. 220
27. ↑  Garzke, p. 219
28. ↑  Operation "Ostfront" - The Battle off the North Cape (25-26. December 1943). [S.l.: s.n.]
29. ↑  Garzke, p. 220
30. ↑  Chesneau, pp. 14–15
31. ↑  Garzke, p. 216
32. ↑  Rohwer, p. 314
33. ↑  Rohwer, p. 350
34. ↑  Rohwer, p. 426
35. 1 2  Garzke, p. 221
36. ↑  Garzke, p. 222

Bibliografia
- Breyer, Siegfried (1973). Battleships and Battlecruisers 1905–1970. Garden City, New York: Doubleday and Company. OCLC 702840
- Burt, R. A. (1993). British Battleships, 1919–1939. London: Arms and Armour Press. ISBN 1-85409-068-2
- Chesneau, Roger, ed. (1980). Conway's All the World's Fighting Ships 1922–1946. Greenwich: Conway Maritime Press. ISBN 0-85177-146-7
- Chesneau, Roger (2004). King George V Battleships. Col: ShipCraft. 2. London: Chatham Publishing. ISBN 1-86176-211-9
- Garzke, William H., Jr.; Dulin, Robert O., Jr. (1980). British, Soviet, French, and Dutch Battleships of World War II. London: Jane's. ISBN 978-0-71060-078-3
- Konstam, Angus (2009). British Battleships 1939–45 (2) Nelson and King George V classes. Col: New Vanguard. 160. Oxford, England: Osprey Publishing. ISBN 978-1-84603-389-6
- Raven, Alan; Roberts, John (1976). British Battleships of World War Two: The Development and Technical History of the Royal Navy's Battleship and Battlecruisers from 1911 to 1946. Annapolis, Maryland: Naval Institute Press. ISBN 0-87021-817-4
- Rohwer, Jürgen (2005). Chronology of the War at Sea, 1939–1945: The Naval History of World War Two. Annapolis, Maryland: US Naval Institute Press. ISBN 1-59114-119-2